# Departament Plateau
Plateau – jeden z 12 departamentów Beninu. Zajmuje powierzchnię 3264 km². W spisie ludności z 11 maja 2013 roku liczył 622 372 mieszkańców. 

## Położenie
Położony jest w południowo-wschodniej części kraju. Graniczy z państwem Nigeria, a także z innymi departamentami Beninu – Ouémé, Zou i Collines. 

## Historia
Departament został utworzony 15 stycznia 1999 roku w wyniku reformy administracyjnej. Powstał poprzez wydzielenie z Ouémé. 

## Demografia

### Struktura etniczna
- Jorubowie – 68,7%
- Fonowie – 29%
- Aja – 1,1%
- obcokrajowcy – 0,4%
- pozostali – 0,8%.

### Struktura religijna
- katolicyzm – 24,6%
- islam – 18,6%
- inni chrześcijanie – 15,8%
- Niebiański Kościół Chrystusa – 10%
- voodoo – 7,4%
- brak religii – 5,7%
- Protestancki Kościół Metodystyczny – 5,6%
- inne kościoły protestanckie – 3,8%
- inne religie – 8,5%.